# Pedro Lima (chanteur)
Pour les articles homonymes, voir Pedro Lima et Lima (homonymie).
Pedro Lima, né le 11 avril 1944 et décédé le 31 janvier 2019, était un chanteur santoméen et une figure emblématique de la musique de Sao Tomé-et-Principe, souvent comparé à une figure de proue comme Fela Kuti pour son île. Connu aussi sous les noms de Pedro Diogo ou Pêpê Lima, il a commencé sa carrière musicale à l'adolescence avec son groupe familial, Os Leonenses. Aujourd'hui, Lima a laissé derrière lui un héritage musical riche, mélangeant les genres de la samba socopé, du puxa, de la rumba, et du soukous, reflétant ses convictions politiques et son soutien au parti MLSTP. Sa musique, caractérisée par sa voix douce, ses rumbas délicates et ses puxas énergétiques, a été influencée par des rythmes de soukous congolais, de coladeira cap-verdienne, ainsi que par des éléments de cadence des Antilles françaises et d'afoxé brésilien.

## Avec Os Leonenses
L'histoire commence à Almas, une ville côtière dotée d'une scène musicale animée à quelques kilomètres de la capitale Sao Tomé, où deux amis d'enfance rêvent de suivre les traces de groupes locaux tels que le Grupo Musical Almense et le Conjunto Almeirim. Ne pouvant s'offrir leurs propres instruments, Leopoldino "Gundu" Silva et Pedro de Apresentação Tavares Lima ont construit un bandolim (mandoline, typiquement utilisée dans la musique populaire de Sao Tomé) et une batterie traditionnelle avec ce qu'ils ont pu trouver. Malgré leurs instruments rudimentaires, leurs compétences et leur réputation ne cessent de croître, et le vent tourne radicalement en 1968 lorsque le groupe local Conjunto Os Leoninos se dissout et offre aux jeunes conjunto leurs instruments flambant neufs.
Armés d'une batterie professionnelle, de guitares électriques et d'amplis, ils se sont baptisés Os Leonenses en l'honneur de leurs bienfaiteurs, et ont rapidement été rejoints par plusieurs autres musiciens, dont de nombreux membres de la famille de Pedro. Avec Leopoldino au chant et à la guitare, Pedro, qui était fasciné par le rythme depuis son enfance, a d'abord joué des tumbas, tambours traditionnels ressemblant à des congas, puis de la guitare basse. Au milieu des années 1970, il a remplacé le chanteur du groupe qui ne s'était pas présenté à un concert, et le public a été tellement séduit par sa voix à la fois grave et délicate qu'il a pris définitivement le poste de chanteur.
Après s'être rendu en Angola pour enregistrer plusieurs disques avec le groupe, Pedro s'est rendu au Gabon en 1981 pour enregistrer son premier album sous son propre nom, Kafou-Kafou, publié par le minuscule label afro-funk et soukouss du début des années 80, Tchi-Tchi. Soutenu par ses fidèles Os Leonenses, Pedro a démontré ses talents de compositeur et sa capacité à équilibrer la puissante section rythmique du groupe avec les traditions harmoniques des chœurs de São Tomé et Principe, créant des puxas puissantes, prêtes à danser, ou des rumbas mélodiques et délicates.
Os Leonenses a continué à jouer ensemble jusqu'à la mort de Pedro en 2019, se produisant lors de grands événements dans les îles et sur le continent. Pedro Lima a également été l'un des rares chanteurs des îles à enregistrer à Luanda, en Angola, pour les labels N'Gola et Merengue dans les années 70 et à Lisbonne pour l'incontournable IEFE dans les années 80. La première musique du groupe est construite autour des rythmes forts et de l'énergie contagieuse de la samba sao-toméenne Socopé ("seulement avec les pieds" en portugais), mais avec l'influence du soukous congolais, de la coladeira cap-verdienne, d'éléments de la cadence/compas des Antilles françaises et de l'afoxé brésilien, elle s'est rapidement transformée en un style contagieux et dansant, connu sous le nom de "puxa".

### Engagements politiques
Pedro Lima a également été un fervent souteneur du Mouvement pour la libération de Sao Tomé-et-Principe (MLSTP), le parti révolutionnaire au pouvoir après l'indépendance vis-à-vis du Portugal le 12 juillet 1975.
Au début des années 1980, le parti a été entaché par des combats et des scandales de corruption, et la chute des prix du cacao (la principale exportation de l'île) a provoqué une profonde crise économique. Le soutien de Pedro à Pinto da Costa et au MLSTP n'était pas aveugle, et il exprimait souvent les préoccupations de ses compatriotes, même au risque d'irriter le parti au pouvoir. Connu comme "Musico de intervenção" (musicien engagé socialement et politiquement), il a enregistré plusieurs chansons qui ont été censurées par les autorités politiques.

## Décès
Il est décédé en 2019, laissant derrière lui 23 enfants (ou 27, selon les sources) nés de quatre femmes différentes et une immense communauté de deuil. Son enterrement, financé par l'ancien président Manuel Pinto da Costa, fut l'un des plus importants jamais vu sur les îles, Lima étant enterré avec son microphone sans fil, symbolisant que sa voix puissante serait toujours entendue.

### Héritage
Son album de 1985, "Maguidala", a été réédité par Bongo Joe, fusionnant la rumba et le puxa de São Tomé avec des rythmes de guitare inspirés du soukous . Cet album, qui illustre la capacité de Lima à mélanger les traditions musicales de São Tomé-et-Principe avec d'autres influences africaines et caribéennes, a été initialement publié sur le label IEFE en 1985 et réintroduit dans le cadre d'une compilation par Bongo Joe, mettant en lumière la musique de São Tomé-et-Principe des années 70 et 80. Sur cet album, on y retrouve ses guitaristes de toujours Leopoldino Silva et Rafael « Petty-Zorro » Zuza.